# Nomogram
Ett nomogram är ett slags diagram som används för beräkningar, ungefär på samma sätt som en räknesticka. Genom att lägga en linjal eller dra ett streck genom två skalor eller tallinjer i nomogrammet och avläsa skärningen med en tredje skala, kan man snabbt och lätt få fram ett önskat värde utan komplicerade beräkningar. 
Somliga nomogram har flera skalor. Då kan man från den funna punkten på den tredje skalan, plus en punkt på en fjärde skala, komma till ett slutvärde på en femte skala. Skalorna kan vara linjära, logaritmiska eller utformade på något annat för ändamålet lämpligt sätt. Genom att använda krökta skalor i nomogrammet kan mycket avancerade ekvationer simuleras. 
Nomogrammet kan sägas vara en sorts analogimaskin utan rörliga delar. De största begränsningarna är att varje nomogram bara är användbart för en viss sorts beräkning, och att noggrannheten aldrig blir bättre än skalorna i diagrammet. Å andra sidan kan den grafiska formen ge en god uppfattning om hur variationer i ett ingångsvärde ger motsvarande variationer i utgångsvärdet. 
Nomografin, läran om framställning av nomogram, grundades i mitten av 1800-talet av Léon Lalanne och Maurice d'Ocagne. Nomogram upplevde sin storhetstid samtidigt med räknestickan, under de mellersta två fjärdedelarna av 1900-talet, och har sedan dess så gott som helt slagits ut av elektroniska miniräknare och datorer.
| | |
| Exempel 1: Enkelt nomogram för beräkning av resistansen hos två parallellkopplade motstånd (eller kapacitansen hos två seriekopplade kondensatorer): 56 ohm (vertikala axeln) parallellt med 33 ohm (horisontella axeln) blir 21 ohm (diagonalen). Bilden visar samtidigt lösningen i en annan problemsituation. Jag behöver en resistans om 21 ohm, men jag har inget lägre än ett på 33 ohm. Vad ska jag parallellkoppla med för att få önskade 21 ohm? Svar: 56 ohm. | Exempel 2: Smithdiagram som anger hur komplex impedans varierar med längden hos en transmissionsledning |